# Carolyn Lawrence
Carolyn Lawrence (13 de fevereiro de 1967) é uma dubladora norte-americana que faz a voz de personagens como Sandy Bochechas em Bob Esponja Calça Quadrada, Cindy Vortex em As Aventuras de Jimmy Neutron: O Menino Gênio e Orel Puppington em Moral Orel. Ela também fez a voz de Ashley Graham, a filha do presidente em Resident Evil 4. Ela também faz Christy Allison em Goodnight Burbank.

## Trabalhos
- Nicktoons: Battle for Volcano Island (Videogame) — Sandy Bochechas
- Goodnight Burbank (2006) (Podcast) — Christy Allison
- Nicktoons Unite! (2005) (Videogame) — Sandy Bochechas/Cindy Vortex
- Moral Orel (2005) (Televisão) — Orel Puppington
- Resident Evil 4 (2005) (Videogame) — Ashley Graham
- Jimmy Neutron: Attack of the Twonkies (2005) — Cindy Vortex
- Bob Esponja Calça Quadrada: O Filme (2004) — Sandy Cheeks
- Os Padrinhos Mágicos (2006) (Videogame) Professora Substituta
- Catching Kringle (2004) — Snowflake
- EverQuest II (2004) (Videogame) — Capitão Helysianna/Queen Zynixi/Flamestalker/Ambassador Kialee/Tseralith 1/Scholar Neola/Lyris Moonbane
- Jimmy Neutron: Win, Lose and Kaboom (2004) (Televisão) — Cindy Vortex
- The Jimmy Timmy Power Hour (2004) — Cindy Vortex
- Party Wagon (2004) (Televisão) — Ornery Sue/Esposa de Wagonmaster/Filha #3
- Ratchet & Clank: Going Commando (2003) (Videogame) — Mãe/Criança
- SpongeBob SquarePants: Battle for Bikini Bottom (2003) (Videogame) — Sandy Bochechas/Computador Mermalair
- Vampires Anonymous (2003) — Penelope
- Patrick the Snowman (2002) — Cindy Vortex
- SpongeBob SquarePants: Revenge of the Flying Dutchman (2002) (Videogame) — Sandy Bochechas
- SpongeBob SquarePants: Employee of the Month (2002) (Videogame) — Sandy Cheeks
- As Aventuras de Jimmy Neutron: O Menino Gênio (2002) (Televisão) — Cindy Vortex
- Spyro: Enter the Dragonfly (2002) (Videogame) — Zoe/Vozes Adicionais
- Jimmy Neutron - O Menino Gênio (2001) — Cindy Vortex
- SpongeBob SquarePants: Operation Krabby Patty (2001) (Videogame) — Sandy Bochechas
- SpongeBob SquarePants: SuperSponge (2001) (Videogame) — Sandy Bochechas
- Spyro: Year of the Dragon (2000) (Videogame) — Zoe/Tara Kroft/Elora
- Bob Esponja Calça Quadrada (1999) — Sandy Bochechas
- Little Man Tate (1991) — Garota Sorority